# Robert Lefkowitz
Robert Joseph Lefkowitz (New York, 1943. április 15. –) kémiai Nobel-díjas amerikai tudós, aki 2012-ben Brian Kobilkával közösen kapta a díjat a „G-protein-kapcsolt receptorok felfedezéséért és működésük leírásáért”. Jelenleg a Duke Egyetem James B. Duke Professor of Biochemistry címét tölti be.

## Tanulmányai
A The Bronx High School of Science középiskolában érettségizett 1959-ben és utána a Columbia College-ra ment tanulni, ahol 1962-ben megszerezte a B.Sc. szintű diplomáját. Az orvosi diplomáját 1966-ban szerezte meg a Columbia Egyetem Orvosi és Sebészeti Szakkollégiumán. 1-1 évet még az egyetemen töltött, mint gyakornok majd 1968-tól 1970-ig a National Institutes of Health kutatója lett.

## Díjai
- 2012 Kémiai Nobel-díj (Brian Kobilkával közösen)
- 2009 BBVA Frontiers of Knowledge Award
- 2009 Research Achievement Award, American Heart Association
- 2007 National Medal of Science
- 2007 Shaw-díj
- 2007 Albany Medical Center Prize
- 2003 Fondation Lefoulon – Delalande Grand Prix for Science – Institut of France
- 2001 Jessie Stevenson Kovalenko-érem
- 1992 Bristol-Myers Squibb Award for Distinguished Achievement In Cardiovascular Research
- 1988 Gairdner Foundation International Award
- 1978 John Jacob Abel-díj a farmakológiában